# Akworyna
Akworyna – enzym katalizujący utlenianie w obecności wapnia. W reakcji następuje uwolnienie dwutlenku węgla i emisja światła o długości fali 466 nm. Enzym występuje u meduz.
Akworyna wraz z białkiem zielonej fluorescencji została wykorzystana do wizualizacji komórek nerwowych w mózgu muszki owocowej oraz obserwacji regulacji neuronów.